# نظرية الرتبة الاجتماعية
تقدم نظرية الرتبة الاجتماعية نموذجًا إرشاديًا (برادايم) تطوريًا، لتحديد موضع الأبنية التراتبية والمتآلفة، في جوهر العديد من الاضطرابات السيكولوجية. لا يمثل ظهور مؤشر الخضوع للأفراد المهيمنين الذين يتبعون أعضاء المجموعة، تهديدًا بالنسبة لرتبتهم داخل الهيراركية (التدرج الهرمي) الاجتماعية. ويساعد ذلك على تحقيق التماسك الاجتماعي. ويعتبر القلق والاكتئاب وفقًا لنظرية الرتبة الاجتماعية، بمثابة خبرات طبيعية شائعة بالنسبة لكل أنوع الثدييات، وتساهم المبالغة المَرضية للقلق والاكتئاب في الاضطرابات السيكولوجية.

## الرتبة الاجتماعية في حياة المجموعة
تنافست الثدييات البدائية بشكل فردي منذ ثلاث مئة مليون سنة مضت، من أجل الحصول على الموارد مثل الطعام والأرض وشركاء التزاوج. بدأت بعض الأنواع مع مرور الوقت، في العيش داخل مجموعات، والتي وفرت مميزات تطورية للحماية المتزايدة من الحيوانات المفترسة والخصوم، والوصول المتزايد للموارد والنجاح في تحسين الإنجاب. ظهر نظامان سيكولوجيان مع تبني حياة المجموعة، إذ يعملان على حفظ النظام الاجتماعي الجديد: نظام الرتبة الاجتماعية ونظام السلامة.
تحولت المنافسة بين الأفراد عند تبني ممارسات العيش مع الجماعة، من صراع على الأرض إلى صراع على الرتبة الاجتماعية، لأن الأفراد المهيمنين لديهم فرص أفضل عن التابعين لهم في الوصول إلى الموارد المحدودة. ويمكن للمناصب المهيمنة أن تساوي أيضًا المكانة العالية بالإضافة إلى السلطة المتعلقة بإدارة العقوبات والمكافآت داخل المجموعة. تفيد التراتبية المجموعة من خلال تطبيق إطار عمل اجتماعي، يقلل من مجمل تكلفة طاقة المجموعة، إذ يتنافس أعضاء نفس النوع على نفس المصادر. على سبيل المثال، يكبح الاعتراف بالتفاوتات في الرتبة، السلوك العدواني. وتعمل التراتبية أيضًا باعتبارها قناة تُخصص من خلالها الموارد والرقابة الاجتماعية. وبالتالي فإن الغرض من نظام الرتبة الاجتماعية هو أن يبقى على توازن الهيراركية الاجتماعية مع تنافس أفضل على الرتبة، وبالتالي توسيع اكتساب الموارد.
ينظر نظام السلام على العكس من ذلك، إلى العالم الاجتماعي ليس بوصفه مساحة للتنافس، ولكن عوضًا عن ذلك يراه مساحة للتعاون، إذ يمكن للآخرين أن يقدموا الضمانات والمساعدة. وبالتالي يبحث نظام السلامة عن الفرص من أجل التعاون والاتصال مع الحلفاء المحتملين. وتعتبر تقييمات التشابه والاختلاف من الأمور المهمة في خلق التمايزات داخل وخارج المجموعة. ويستند في الغالب مستوى انتماء شخص داخل المجموعة على القدرة على التكيف مع معايير وتقاليد المجموعة، ووجِدت لكي تكون مؤشرًا على قبول المجموعة وشعبيتها ورتبتها. ومن المقترح أن تكون التمايزات داخل وخارج الجماعة قد ظهرت من اختيار القرابة، لأن مجموعات الصيد والالتقاط كانت مرتبطة بشكل وراثي في الغالب. تطور الشعور بالانتماء للمجموعة لدى البشر، ليصبح أمرًا أساسيًا بالنسبة للصحة والسلامة الذهنية والجسدية، وهو الأمر الذي له نتائج هامة على تقدير الذات والهوية الذاتية. لقد أصبحت خوارزميات التقييم الداخلي الخاص بنا، من أجل إصدار أحكام الرتبة والانتماء، مرتبطة، لأن المجموعات والتحالفات أصبحوا في غاية الأهمية لدى البشر.

## سلوك التراتبية الاجتماعية
تثبت الدراسات أن الرئيسيات تلتزم بصورتين أساسيتين من العيش داخل الجماعة، والتي تتسم بأساليب تفاعلية متعارضة: أسلوب انطباقي، وأسلوب هيدوني (مرتبط باللذة). ويُعد النمط الانطباقي للتفاعل نموذجًا مثاليًا للمجتمعات الهيراركية، إذ يركز فيه أعضاء المجموعة على العدوان بالإضافة إلى صد أو كبح العدوان، ويحدث ذلك غالبًا إما من خلال التسليم أو الترضية. ويعتبر النمط الهيدوني للتفاعل على الجانب الآخر، من سمات المجتمعات المتساوية، إذ ينتشر فيها السلوك التعاوني والتآلف. ويميل السلوك الهيدوني إلى العاطفية بشكل أكبر، ويتميز بالطمأنينة والتصالح. ويمكن العثور على كل أنماط التفاعل في كافة المجتمعات بدرجات متفاوتة.